# Bertiera laxa
Bertiera laxa är en måreväxtart som beskrevs av George Bentham. Bertiera laxa ingår i släktet Bertiera och familjen måreväxter.

## Underarter
Arten delas in i följande underarter:
- B. l. bamendae
- B. l. laxa